# Polyrhachis asomaningi

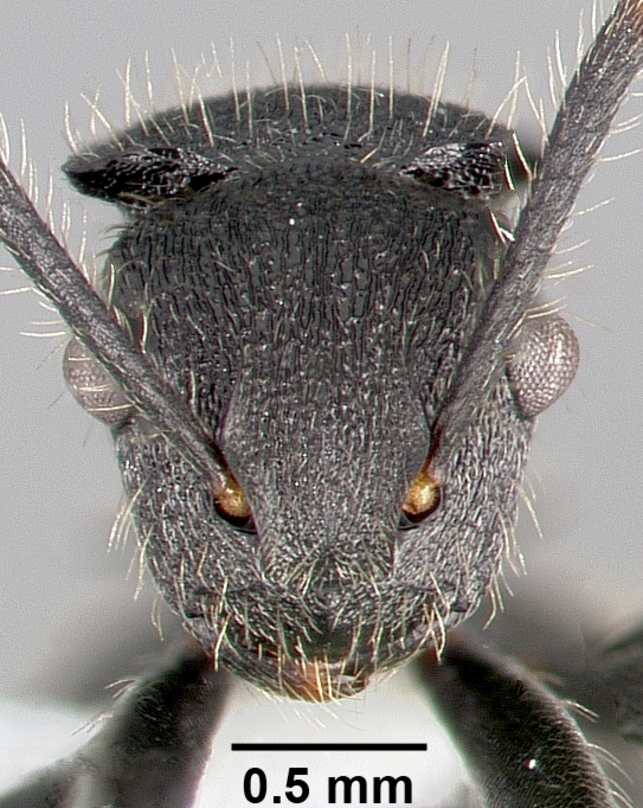
Cabeça da Polyrhachis asomaningi.

Polyrhachis asomaningi é uma espécie de formiga do gênero Polyrhachis, pertencente à subfamília Formicinae.